# (385446) Manwë
(385446) Manwë  ist ein transneptunisches Objekt im Kuipergürtel, das sich in einer 4:7-Bahnresonanz mit Neptun befindet. Manwë hat einen Mond names Thorondor, der etwa halb so groß wie Manwë ist. Daher wird dieses System als Doppelasteroidensystem bezeichnet.

## Entdeckung und Benennung
Manwë wurde am 25. August 2003 von Marc William Buie vom Cerro Tololo Observatorium aus entdeckt. Er erhielt zunächst die vorläufige Bezeichnung 2003 UW11 und 2014 die Identifikationsnummer 385446. Am 15. April 2014 wurde er nach dem Charakter Manwe aus Das Silmarillion von J. R. R. Tolkien benannt.

## Bahneigenschaften
Manwë umkreist die Sonne auf einer elliptischen Umlaufbahn zwischen 5,77 Milliarden Kilometern (38,59 AE) und 7,26 Milliarden Kilometern (48,52 AE) Abstand zu deren Zentrum. Die Umlaufzeit von Manwë beträgt 287,4 Jahre. Dies ist mit der Umlaufzeit von Quaoar (285,1 Jahre) oder von Haumea (283,3 Jahre) vergleichbar. Auf der Bahn um die Sonne kreisen Manwë und Thorondor in 110,17 Tagen um ihr gemeinsames Baryzentrum. Dies entspricht 954,1 Umläufen in einem Manwë-Jahr.

## Physikalische Eigenschaften
Manwë hat einen mittleren Durchmesser von etwa 160 km. Die Größenbestimmung ist bisher allerdings noch sehr ungenau, der Durchmesser kann nur auf 126–194 km eingegrenzt werden. Das Größenverhältnis von Manwë und Thorondor kommt den Proportionen des Pluto-Charon-Systems sehr nahe.

## Erforschung
Nach ihrer Entdeckung ließen sich Manwë und Thorondor auf Fotos bis ins Jahr 2003 zurückdatieren und daher ist die Umlaufbahn des Systems mittlerweile gut bekannt. Insgesamt wurde das System durch verschiedene Teleskope wie das Hubble-Weltraumteleskop und auch erdbasierten Teleskopen beobachtet, bisher 54 Mal innerhalb von 10 Jahren. (Stand Okt. 2014)
Es wurde erwartet, dass Manwë und Thorondor zwischen dem 16. Juli 2014 und dem 25. Oktober 2018 eine Periode gegenseitiger Bedeckungen, durchlaufen, die eine verbesserte Bestimmung von Radien und Dichte, eventuell auch der Formen und Farben der beiden Körper ermöglichen sollten. Es wurde aber keine Bedeckung festgestellt.
Am 18. September 2024 ermöglicht eine Sternbedeckung weitere Untersuchungen.